# Rüdiger Vogler

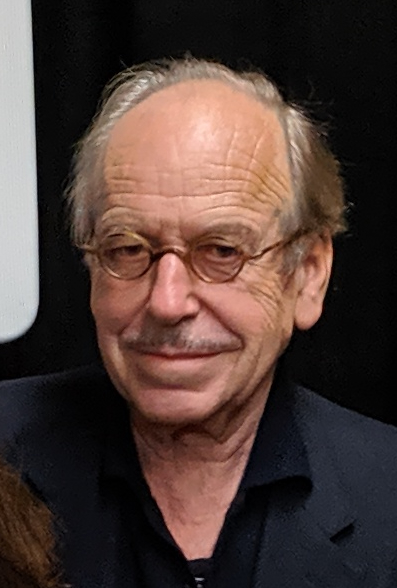
Rüdiger Vogler, 2019

Rüdiger Vogler (* 14. Mai 1942 in Warthausen bei Biberach an der Riß) ist ein deutscher Schauspieler und Hörspielsprecher.

## Leben
Von 1963 bis 1965 besuchte er die Staatlich anerkannte Hochschule für Musik und Theater in Heidelberg, die später in der Hochschule für Musik und Darstellende Kunst Mannheim aufging. 1965 debütierte er am Heidelberger Zimmertheater. Danach spielte Rüdiger Vogler von 1966 bis 1969 und erneut von 1970 bis 1973 am Theater am Turm in Frankfurt am Main, oft in Stücken von Peter Handke. 1969/70 stand er am Staatstheater Darmstadt unter Vertrag und 1973 an der Freien Volksbühne Berlin, bevor er freischaffend tätig wurde. Auch im Théâtre des Amandiers in der Nähe von Paris (1980/81) und bei den Salzburger Festspielen (1982) stand Vogler auf der Bühne.
Seine erste Filmrolle hatte er 1970 in der Fernsehproduktion Chronik der laufenden Ereignisse von Peter Handke. Mit Die Angst des Tormanns beim Elfmeter (1971) und Alice in den Städten (1973) startete seine Kinokarriere, die zwei Jahrzehnte lang mit dem Namen des Regisseurs Wim Wenders eng verbunden war. Durch die von ihm verkörperten grüblerischen, leise und schleppend sprechenden Charaktere wurde Vogler zu einem der bekanntesten Vertreter des introspektiven Autorenfilms der 1970er Jahre.
Außer in weiteren Kinofilmen trat Rüdiger Vogler in vielen Fernsehproduktionen wie dem Tatort, Derrick und Der Alte auf. Häufig ist er auch in ausländischen, insbesondere französischen, Produktionen zu sehen.
Rüdiger Vogler lebt in Paris und Mittelbuch bei Biberach an der Riß. Seine Schwiegereltern waren die Künstler Romane Holderried Kaesdorf und Julius Kaesdorf.

## Filmografie (Auswahl)
- 1966: Publikumsbeschimpfung
- 1968: Meine Mutter macht Mist mit mir
- 1971: Chronik der laufenden Ereignisse
- 1972: Die Angst des Tormanns beim Elfmeter
- 1972: Agent aus der Retorte
- 1973: Der scharlachrote Buchstabe
- 1974: Alice in den Städten
- 1975: Falsche Bewegung
- 1976: Im Lauf der Zeit
- 1977: Hauptmann Kreutzer
- 1977: Gruppenbild mit Dame
- 1977: Die linkshändige Frau
- 1977: Fluchtweg nach Marseille
- 1979: Letzte Liebe
- 1981: Die bleierne Zeit
- 1981: Beate und Mareile
- 1985: Die Praxis der Liebe
- 1986: Väter und Söhne
- 1986: Tarot
- 1987: Das Treibhaus
- 1987: Evelyn und die Männer
- 1989: Pink Palace Paradise Beach
- 1989: Der Fahnder – Alte Kameraden
- 1989: Erdenschwer
- 1991: Bis ans Ende der Welt
- 1991: Anna Göldin – Letzte Hexe
- 1991: Tatort: Tini
- 1992: Tatort: Bienzle und der Biedermann
- 1992: Derrick – Mord im Treppenhaus
- 1992: Arisha, der Bär und der steinerne Ring
- 1992: Chasse gardée
- 1993: In weiter Ferne, so nah!
- 1993: Das Sahara-Projekt
- 1994: Hasenjagd – Vor lauter Feigheit gibt es kein Erbarmen
- 1994: Les Milles
- 1994: Lisbon Story
- 1994: Rosa Roth
- 1994: Tod in Miami
- 1994: Tatort: Singvogel
- 1995: Der Alte Folge 207: Tote reden doch
- 1995: Wolffs Revier
- 1995: Die Gebrüder Skladanowsky
- 1995: Belle Époque (Fernsehdreiteiler)
- 1996: Eine Kindheit auf dem Montmartre
- 1996: Peanuts – Die Bank zahlt alles
- 1998: Tigerstreifenbaby wartet auf Tarzan
- 1998: Die Männer vom K3
- 1998: Hallo, Onkel Doc!
- 1999: Götterdämmerung – Morgen stirbt Berlin
- 1999: Doppelter Einsatz
- 1999: Ein Hauch von Sonnenschein
- 1999: Die Zauberfrau
- 1999: Die Braut
- 2000: Anatomie
- 2001: Sass
- 2002: Die achte Todsünde: Toskana-Karussell
- 2002: Bella Block
- 2002: Tatort: Flashback
- 2003: Großstadtrevier
- 2004: SOKO Leipzig
- 2004: Liebe ist die beste Medizin
- 2005: Edel & Starck – Adel verpflichtet
- 2005: Colditz – Flucht in die Freiheit
- 2005: Der letzte Zeuge
- 2005: Drei teuflisch starke Frauen
- 2006: Die Nonne und der Kommissar
- 2006: Polizeiruf 110: Die Mutter von Monte Carlo
- 2007: Der Staatsanwalt – Freier Fall
- 2007: Der Staatsanwalt – Hungrige Herzen
- 2007: Was heißt hier Oma!
- 2007: Der Staatsanwalt – Heiliger Zorn
- 2007: Der Staatsanwalt – Erzfeinde
- 2007: SOKO Köln (Krimiserie, Folge: Tod einer Polizistin)
- 2008: Der Brief für den König (De Brief voor de Koning)
- 2008: SOKO 5113
- 2008: Anonyma – Eine Frau in Berlin
- 2008: Der Mann an ihrer Seite
- 2009: Tierisch verliebt
- 2009: OSS 117 – Er selbst ist sich genug
- 2009: Effi Briest
- 2009: Die Rosenheim-Cops – Alle haben Dreck am Stecken
- 2009: Kreuzfahrt ins Glück – Hochzeitsreise nach Sambia
- 2009: Nichts als Ärger mit den Männern
- 2010: Geheimsache Ghettofilm
- 2010: Fantasia Lusitana (Sprechrolle)
- 2010: Kein Geist für alle Fälle
- 2010: Schnell ermittelt (Fernsehserie)
- 2011: Tatort: Grabenkämpfe
- 2011: Das Blaue vom Himmel
- 2011: Polizeiruf 110: Die verlorene Tochter
- 2012: Anleitung zum Unglücklichsein
- 2012: Zum Kuckuck mit der Liebe
- 2012: Ein Sommer im Elsass
- 2012: Spreewaldkrimi – Eine tödliche Legende
- 2013: Rubinrot
- 2014: Die Fischerin
- 2014: Saphirblau
- 2015: Tod auf der Insel
- 2015: Die abhandene Welt
- 2015: Kommissar Marthaler – Engel des Todes
- 2016: Kommissarin Lucas – Kreuzweg
- 2016: Hotel Heidelberg: Kramer gegen Kramer
- 2016: Hotel Heidelberg: Kommen und Gehen
- 2017: Tatort: Stau
- 2017: Zwischen Himmel und Hölle
- 2018: Schattengrund – Ein Harz-Thriller
- 2018: Herzkino.Märchen: Der Froschkönig
- 2019: Die verschwundene Familie (2-tlg. Fernsehfilm)
- 2019: Und tot bist Du! – Ein Schwarzwaldkrimi (TV-Zweiteiler)
- 2019: Sechs auf einen Streich – Die drei Königskinder (Fernsehfilm)
- 2020: Die Getriebenen
- 2020: Neben der Spur – Erlöse mich
- 2021: Nona und ihre Töchter (Nona et ses filles, Fernsehserie, 9 Episoden)
- 2022: Le Parfum vert
- 2022: Martha Liebermann – Ein gestohlenes Leben
- 2023: Tatort: Lenas Tante

## Hörspiele (Auswahl)
- 1993: Cornell Woolrich: Der Mann gegenüber – Regie: Alfred Behrens (Kriminalhörspiel – HR/SWF/NDR)
- 1999: Patrick Modiano: Dora Bruder – Regie: Norbert Schaeffer (Hörspiel – WDR)
- 2005: Samuel Beckett: Pochade radiophonique – Regie: Karl Bruckmaier (Hörspiel und Medienkunst – BR)
- 2006: Ed McBain: Dead Man’s Song – Regie: Ulrich Lampen (Kriminalhörspiel – HR)
- 2006: Ed McBain: Hitze (Andy Parker) – Regie: Ulrich Lampen (Kriminalhörspiel – HR)
- 2012: Fred Breinersdorfer / Katja Röder: Tödliche Kunst – Regie: Walter Adler (Radio-Tatort – SWR)
- 2014: David Zane Mairowitz: Drei Songs, 1954 – Regie: David Zane Mairowitz (Hörspiel – RBB)

## Auszeichnungen
1975 erhielt er für seine Rolle in Falsche Bewegung das Filmband in Gold im Gesamtensemble. 2009 wurde er für den Part des Apothekers Gieshübler in Effi Briest für den Deutschen Filmpreis als Bester Nebendarsteller nominiert.